# Батон
Батон I Дезидијат (лат. Bato Deasidiatus) је био један од заповедника и вођа Илира у далматинско-панонском устанку од 6. до 9. године нове ере против Рима. Одмах на почетку устанка напао је Салону и освојио целу обалу Јарданског мора до Валоне, а затим кренуо на север да продре у Италију.
Рођен је између 35. и 30. п. н. е. у данашњој Средишњој Босни и припадао је староседилачком племену Дезитијата који су од 33. пне били под римском влашћу као полунеовисно становништво. Њихово подручје је потпадало под римску провинцију Илирик (Иллyрикум) чије је средиште било у Салони (данашњи Солин).
Године 6., Римљани су планирали напасти племе Маркомане (у данашњој Словенији), и зато је цар Октавијан Август наредио мобилизацију суседних Илира. Међутим у прољеће исте године Илирске снаге у Босни под заповедништвом Батона су се побуниле. Њима се придружило илирско племе Бреуци у панонском делу Илирика, чији се вођа такођер звао Батон (Батон Бреучки).
Рим је био приморан послати 10 легија и исти број савезничких снага и плаћеника како би угушио овај устанак. Били су приморани купити и ослободити хиљаде робова како би имали довољно војника; што се није догодило још од Битке код Kане 200 година раније. Врховни вођа римских снага је био будући римски цар, Тиберије. Након две године ратовања, у лето 8. године, Батон Бреучки се предао Тиберијевој војсци на обали реке Батинус (вероватно Босна). Батон је неуспешно опседао Салону, и на крају га је поразио Марко Валерије Месала, који је напао са севера удруживши се с превртнички настројеним Батоном Бреучким. Након пораза Батон је успео заробити и погубити Батона Бреучког, али су следеће године Тиберије, и његов нећак Германик, покренули велику офанзиву против Дезитијата. Након жестоких битака, у јесен 9. године, само неколико дана пре пораза у бици у Теутобуршкој шуми против Германа, Батон и Дезитијати су се предали Тиберију. Наводно је на Тиберијево питање зашто су се побунили, Батон рекао: "Ви сте Римљани криви јер сте уместо пастирских паса послали вукове да чувају ваше стадо." Батон је провео остатак живота у италијанском граду Равени где су обично били заробљене непријатељске војсковође.
Римљани су против устанка ангажовали своје најбоље трупе. Батон је у долини реке Вуке у зиму 6.-7. нанео римским легијама пораз који се сматра једним од највећих после пунских ратова. Ускоро, због издаје Батона Бреучког, вође племена Бреука који је напустио своје устанике, Батон Дезидијант се повукао у далматинске планине, одакле наставља борбу. Његов отпор сломљен је у тврђави Andetrium (данашњи Мућ код Сплита), где се предао Римљанима.